# 34509 Kuwehan
34509 Kuwehan è un asteroide della fascia principale. Scoperto nel 2000, presenta un'orbita caratterizzata da un semiasse maggiore pari a 2,2373512 au e da un'eccentricità di 0,0907156, inclinata di 6,48991° rispetto all'eclittica.